# Campomanesia eugenioides
Campomanesia eugenioides är en myrtenväxtart som först beskrevs av Jacques Cambessèdes, och fick sitt nu gällande namn av Carlos Maria Diego Enrique Legrand och Leslie Roger Landrum. Campomanesia eugenioides ingår i släktet Campomanesia och familjen myrtenväxter. Inga underarter finns listade i Catalogue of Life.